# Cebus unicolor
Cebus unicolor, conocido comúnmente como mono capuchino unicolor o mono capuchino de cabeza clara, es una especie de primate del género Cebus, perteneciente a la familia Cebidae. Es endémico de ciertas regiones de América Central (o del país correspondiente). Esta especie se distingue por su coloración uniforme y hábitos diurnos y arborícolas.
El capuchino de frente blanca de Spix tiene un amplio rango dentro de la cuenca alta del Amazonía en Brasil y Perú. También ocurre en el norte de Bolivia. Tiene una longitud de cabeza y cuerpo entre 36.5 y 37.5 cm (14.4 y 14.8 in) y una longitud de cola de entre 42 y 46 cm (17 y 18 in).